# ساناسی سی
ساناسی سی (انگلیسی: Sanasi Sy؛ زادهٔ ۴ آوریل ۱۹۹۹) بازیکن فوتبال اهل فرانسه است.
از باشگاه‌هایی که در آن بازی کرده‌است می‌توان به باشگاه ورزشی آمیان اشاره کرد.